# Tallinna Kaubamaja Group
Tallinna Kaubamaja Group (estonià: Tallinna Kaubamaja Grupp) és una empresa d'Estònia situada a Tallinn. Els operadors del Grup s'ocupen tant de: comerç minorista com majorista. Més d'una desena part del comerç minorista d'Estònia és aportada pel Grup.

## Història
La història del grup va començar l'any 1960 quan es van obrir els grans magatzems de Tallinn.
L'any 2019, el benefici anual del Grup era de 29,8 milions d'euros i, per tant, el Grup pertany a les 10 millors empreses d'Estònia. Amb uns ingressos de 651,3 milions d'euros, el Grup ocupa el quart lloc a Estònia.

## Descripció
El grup és propietari de marques conegudes com Kaubamaja, Selver, Selveri Köök, Tartu Kaubamaja Centre, Viking Motors, KIA, ABC King, SHU, ILU, Viking Security.
El grup dóna feina a unes 3500 persones.
El valor de mercat de la companyia va augmentar un 2,9% a la borsa el 2020. El 2020 es van fer un total de 52.456 transaccions amb les accions, durant les quals 4,7 milions d'accions de Tallinna Kaubamaja van canviar de mans. La facturació total de les operacions va ser de 38,7 milions d'euros. L'acció de Tallinna Kaubamaja és una de les accions més negociades a la borsa de valors del Bàltic Nasdaq. L'any 2020, només les accions de Tallink i Šiauliai Bank es van negociar a la borsa de valors del Bàltic Nasdaq.
El 28 de setembre de 2021, el valor de mercat de Tallinna Kaubamaja era de 443,9 milions d'euros, la qual cosa la convertia en la setena empresa més gran de la Borsa del Bàltic Nasdaq. Tallink i Šiauliai Bank tenien una mida comparable.